# Ich Sok Mony
Ich Sok Mony – kambodżański zapaśnik w stylu wolnym.
Brązowy medalista igrzysk Azji Południowo-Wschodniej w 1997 roku.